# 苏州考古博物馆
苏州考古博物馆（原项目名为苏州越城遗址博物馆），位于中华人民共和国江苏省苏州市姑苏区石湖景区内，占地约10000平方米，总建筑面积8972.53平方米，是江苏省首座、中华人民共和国第三座考古学科专题博物馆，馆藏文物多数来自苏州考古研究所。

## 建设和设计

### 背景
2012年5月11日，渔家村村庄整治与再利用项目启动。2012年12月，姑苏区出台渔家村村庄整治与再利用项目的详细规划。2013年2月8日，依托为江苏省级文物保护单位的越城遗址，石湖景区渔家村项目一期的苏州越城遗址博物馆的规划设计即已开始准备。截至当月16日，渔家村项目的搬迁工作全部完成。2016年03月23日，经苏州市发展和改革委员会批准，苏州越城遗址博物馆（即苏州考古博物馆）的实施主体由苏州越城遗址文化旅游发展有限公司转为苏州市考古研究所。

### 建设
2018年，苏州考古博物馆项目被列为当年的实事项目，同年一到二月间成立苏州考古博物馆建设领导小组及办公室，开始用地预审、建筑设计方案调整等工作。二至四月间，苏州考古博物馆项目取得土地划拨批复，该时间段内分别完成了功能优化草案、进行了初步投资估算编制，四至六月间苏州媒体称年内可开工。六至八月间，项目取得了土地划拨批复，建筑设计合同完成签订，已经进入方案深化设计阶段。同年12月20日，苏州考古博物馆项目开工。2025年5月17日，苏州考古博物馆竣工开放。

### 设计
苏州考古博物馆位于石湖风景名胜区内越城遗址保护区以北，由曾参与设计北京人民大会堂、南京长江大桥桥头堡等建筑的中国工程院院士程泰宁为越城遗址量身打造，建筑造型手法以地景式场地设计和越城遗址出土的石锛和钺为设计原型，用粗犷的三角形块面构成组合，营造出古朴且富有野趣的氛围。

## 布局和藏品

### 布局
苏州考古博物馆以“发现与探索”为主旨，将博物馆分为苏州考古成果主题展区、苏州考古发现展示区、考古知识展示区、户外体验区四大板块。苏州考古成果主题展区以系列展陈为载体，将苏州考古成果划分为不同的主题进行展示。苏州考古发现展示区则以时间轴展示苏州范围内重要考古发现及遗址，串联苏州的文明发展脉络。考古知识展示区通过互动体验项目向观众展示考古学和田野考古，配合户外体验区增加观众对考古的认识和参观的趣味性。除博物馆内部外，考古博物馆还在户外下沉式广场处设有教育探索宫、文物保护修复展示区、临展区和咖啡休闲区等公共活动空间，文物修复展示区包括文物修复室、修复展示区、考古实验室等，通过对文物修复过程近距离展示考古工作的流程和细节。
苏州考古博物馆以场景还原为主，运用3D打印技术搭建的场景模型和遗迹配合声光电等效果，将展陈内容融合在场景内。地上一层基本陈列“源起江南——苏州地域文明探源”，分为“江海共潮生”“手铲释天书”“考古见姑苏”三大篇章，讲述考古地理发展史、考古学理论方法和文物保护理念。地下一层主题为“华章江南——苏州考古发现成果”，分为“文明溯源”“吴越新证”“都会寻踪”“海丝遗痕”四个篇章，从社会、经济、文化等角度透视苏州考古。

### 藏品
苏州考古博物馆共藏有1200余件出土文物，包含陶瓷器、漆木器、青铜器、金银器、玉石器五类。其中有虎丘路新村土墩三国孙吴1号墓，该墓为苏州地区发现的孙吴时期墓葬中规模最大、等级最高者，据信是孙吴王室墓葬，为江浙沪地区展出的最大单体文物。于墓中出土了一件长26厘米，重27.1克的龙首金钗，亦为博物馆藏品，还有证明吴越地区受过秦朝统治的“吴市”陶片，除此之外，苏州考古博物馆还有来自马家浜文化、崧泽文化、良渚文化、马桥文化等文化的文物，其中一些文物的发现填补了从良渚到春秋战国这段期间的考古空白，以及崧泽彩绘陶罐、良渚玉璧、三国龙首铜熏、唐三彩粉盒、明金戒指等文物。

## 参观和活动

### 参观
公众进馆参观无需预约，苏州考古博物馆与其他博物馆错位闭馆维护，于每周三闭馆，2025年5月15日开通的2条周末班车线路提供从地铁2、3号线站点至苏州考古博物馆的接驳服务。

### 活动
2025年5月17日，苏州考古博物馆联合上海崧泽遗址博物馆、杭州玉架山考古博物馆、马鞍山凌家滩遗址博物馆启动长三角考古遗址博物馆研学活动，“5·18国际博物馆日”苏州主场亦在苏州考古博物馆举办。